# Parchim (stad)
Parchim is een stad in de Duitse deelstaat Mecklenburg-Voor-Pommeren. Het is de Kreisstadt van de Landkreis Ludwigslust-Parchim. De stad telt 17.622 inwoners. Een naburige grote stad is Schwerin.

## Geografie
De stad Parchim ligt in het zuidwesten van Mecklenburg-Voor-Pommeren, ten zuiden van het Sternberger merengebied. Door de stad stroomt de Elde, die zich in verschillende armen opdeelt en zo een aantal eilanden vormt. Tot Parchim behoren de ortsteile Dargelütz, Kiekindemark, Neuhof, Neu Klockow en Slate. Op 25 mei 2014 werd de gemeente Damm opgeheven en werd met de ortsteile Malchow, Möderitz en Neu Matzlow onderdeel van de stad.

## Partnersteden
Parchim heeft met vier steden een stedenband:
- Neumünster, Sleeswijk-Holstein, Duitsland
- Saint-Dizier, Frankrijk
- Rubene/Slate, Letland, sinds 2004
- Peer, België, sinds 2004

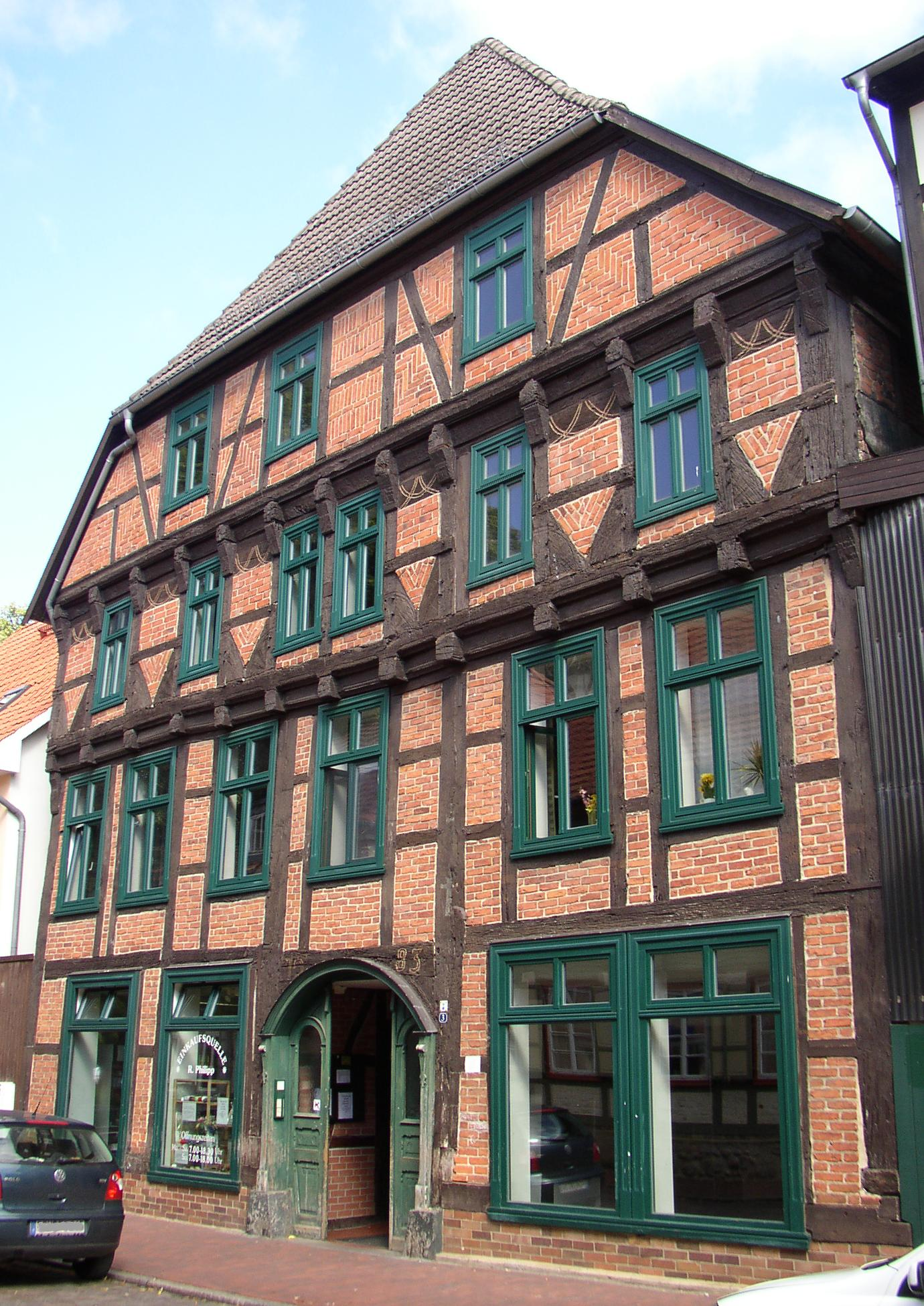
vakwerkhuis
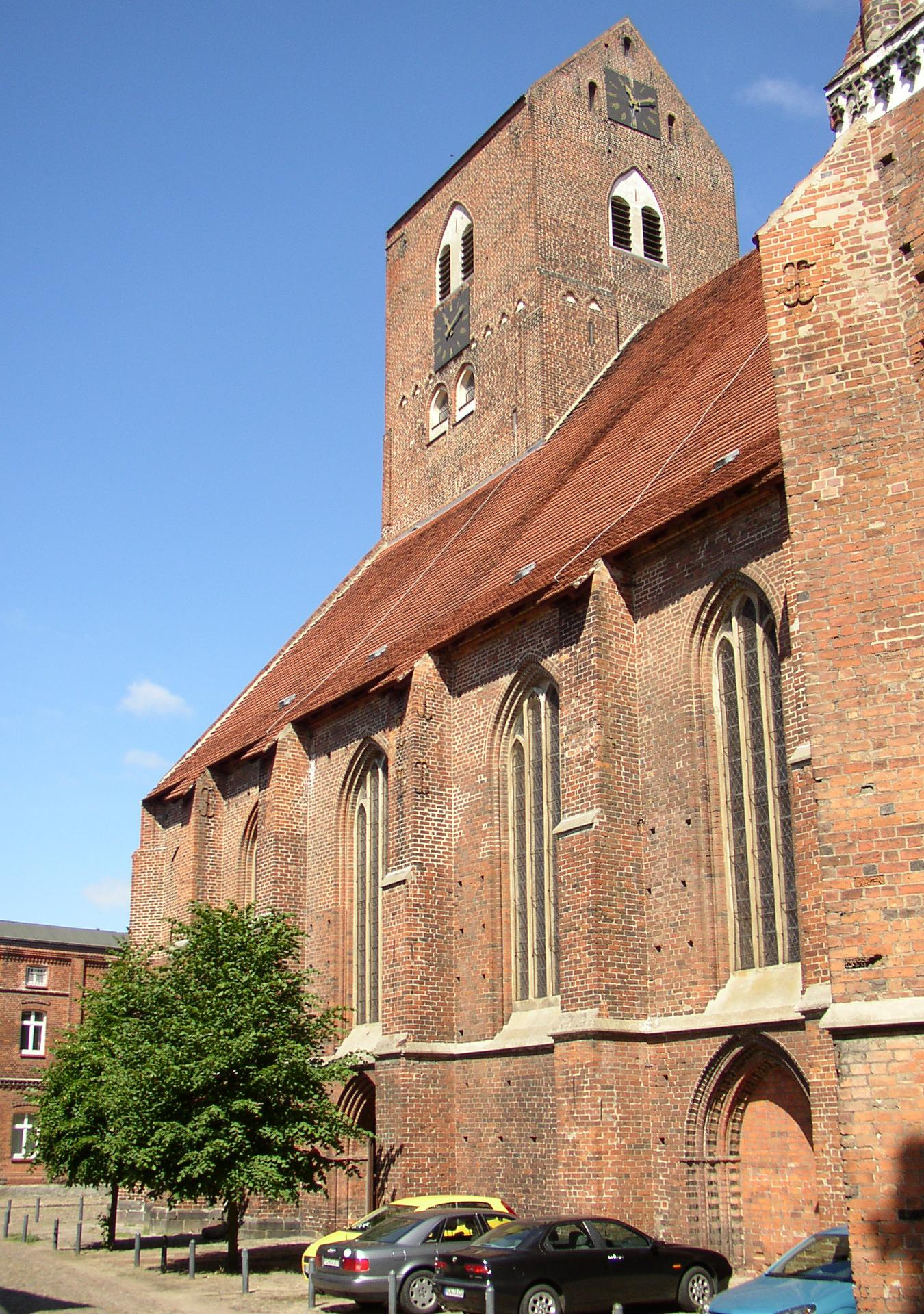
St. Georgen
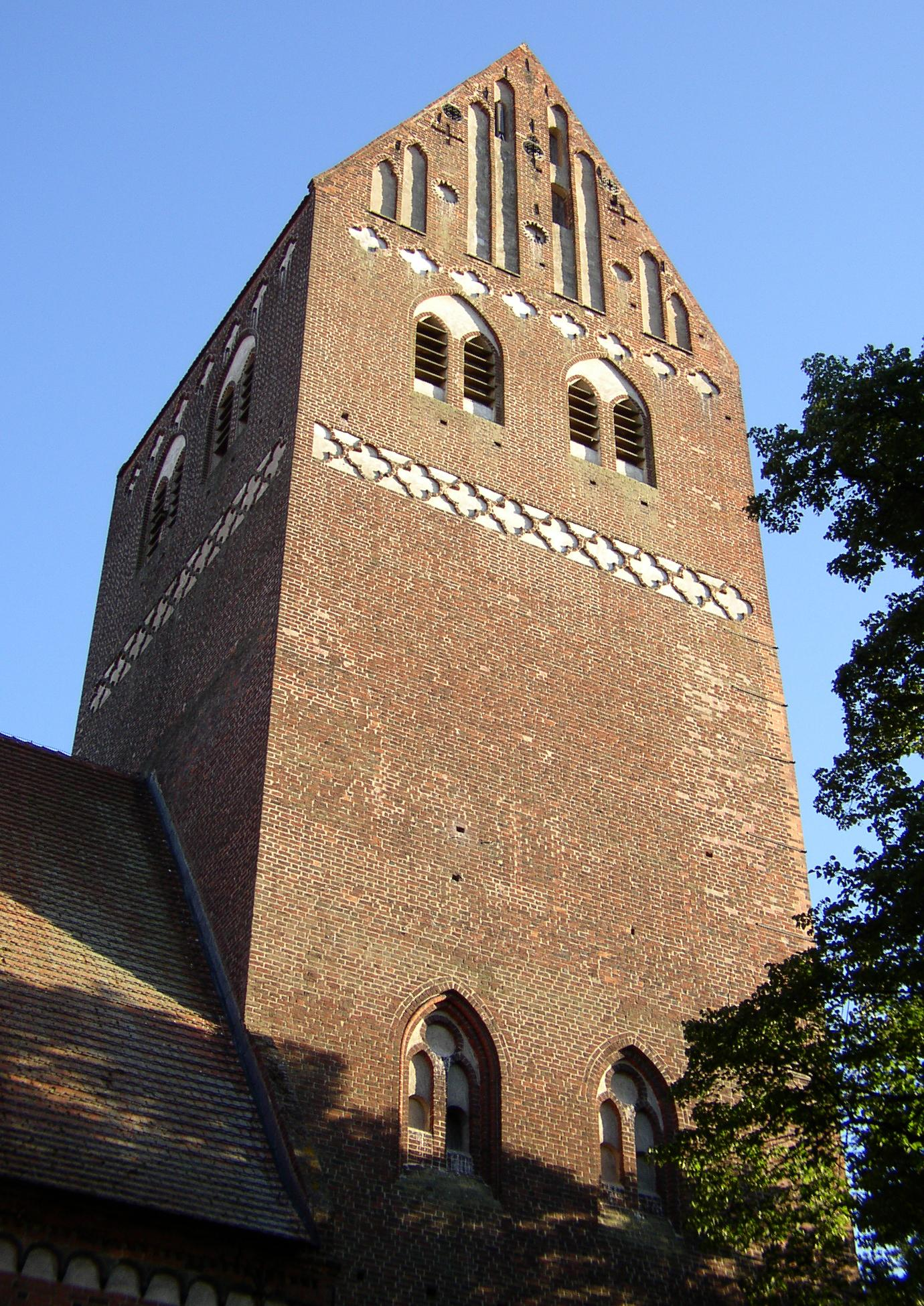
St. Marien

## Geboren
- Corina Bomann (1974), schrijfster
- Jasmin Sehan (1997), voetbalster